# آتلي إيدي
آتلي إيدي هو شخصية أعمال نرويجي، ولد في 1957.